# Bluffin
Bluffin är en låt framförd av Liam Cacatian Thomassen, mer känd som "LIAMOO", i Melodifestivalen 2022. Låten som deltog i den andra deltävlingen, gick direkt vidare till final.
Låten är skriven av Ali Jammali, Dino Medanhodzic, Jimmy Thörnfeldt och Sami Rekik.